# Mycomya paradisa
Mycomya paradisa är en tvåvingeart som beskrevs av Wu 1995. Mycomya paradisa ingår i släktet Mycomya och familjen svampmyggor.
Artens utbredningsområde är Zhejiang (Kina). Inga underarter finns listade i Catalogue of Life.